# 김천시장
김천시장은 경상북도 김천시의 시장이다.

## 역대 시장

### 통합 이전
- 초대 백락돈 (1949년 8월 17일 ~ 1950년 3월 13일)
- 제2대 류석영 (1950년 3월 14일 ~ 1950년 12월 9일)
- 제3대 정이환 (1951년 1월 10일 ~ 1951년 11월 9일)
- 제4대 권중효 (1951년 11월 10일 ~ 1952년 5월 10일)
- 제5-6대 이병관 (1952년 5월 15일 ~ 1957년 6월 27일)
- 제7대 여영복 (1957년 7월 1일 ~ 1960년 1월 6일)
- 제8대 신정화 (1960년 2월 17일 ~ 1960년 6월 28일)
- 제9대 정후조 (1960년 6월 28일 ~ 1960년 12월 1일)
- 제10대 조필호 (1960년 12월 27일 ~ 1961년 6월 14일)
- 제11대 이규홍 (1961년 6월 19일 ~ 1962년 12월 31일)
- 제12대 김영만 (1963년 1월 1일 ~ 1964년 4월 10일)
- 제13대 김철순 (1964년 4월 11일 ~ 1966년 5월 12일)
- 제14대 박준무 (1966년 5월 13일 ~ 1967년 11월 14일)
- 제15대 김한엽 (1967년 11월 15일 ~ 1970년 3월 4일)
- 제16대 박창규 (1970년 3월 5일 ~ 1970년 9월 4일)
- 제17대 박돈양 (1970년 9월 5일 ~ 1971년 8월 20일)
- 제18대 박재복 (1971년 8월 21일 ~ 1973년 3월 13일)
- 제19대 신우균 (1973년 3월 14일 ~ 1975년 9월 2일)
- 제20대 서정훈 (1975년 9월 3일 ~ 1977년 3월 7일)
- 제21대 신동길 (1977년 3월 8일 ~ 1978년 8월 1일)
- 제22대 오헌덕 (1978년 8월 2일 ~ 1979년 5월 6일)
- 제23대 마용수 (1979년 5월 7일 ~ 1980년 8월 7일)
- 제24대 김광원 (1980년 8월 8일 ~ 1982년 9월 17일)
- 제25대 엄환섭 (1982년 9월 18일 ~ 1983년 12월 26일)
- 제26대 석진후 (1983년 12월 27일 ~ 1986년 12월 23일)
- 제27대 고정환 (1986년 12월 24일 ~ 1988년 12월 31일)
- 제28대 조영찬 (1989년 1월 1일 ~ 1989년 6월 8일)
- 제29대 양종석 (1989년 6월 9일 ~ 1970년 7월 4일)
- 제30대 박광희 (1990년 7월 5일 ~ 1991년 12월 25일)
- 제31대 신의웅 (1991년 12월 26일 ~ 1992년 11월 18일)
- 제32대 김의환 (1992년 11월 19일 ~ 1994년 10월 5일)
- 제33대 최제동 (1994년 10월 6일 ~ 1995년 6월 30일)[1]

### 통합 이후 및 민선
- 제34~36대 박팔용 (1995년 7월 1일 ~ 2006년 6월 30일)
- 제37~39대 박보생 (2006년 7월 1일 ~ 2018년 6월 30일)
- 제40~41대 김충섭 (2018년 7월 1일 ~ 2023년 9월 14일, 2024년 2월 6일 ~ 2024년 11월 28일)
  - 권한대행 홍성구 (2023년 9월 14일 ~ 2024년 2월 6일)
  - 권한대행 최순고 (2024년 11월 28일 ~ 2025년 4월 2일)
- 제42대 배낙호 (2025년 4월 2일 ~ )[2]

## 같이 보기
- 김천시장 선거